# Haploops nirae
Haploops nirae is een vlokreeftensoort uit de familie van de Ampeliscidae. De wetenschappelijke naam van de soort is voor het eerst geldig gepubliceerd in 1976 door Kaim-Malka.